# Naum Ichiljewitsch Kleiman

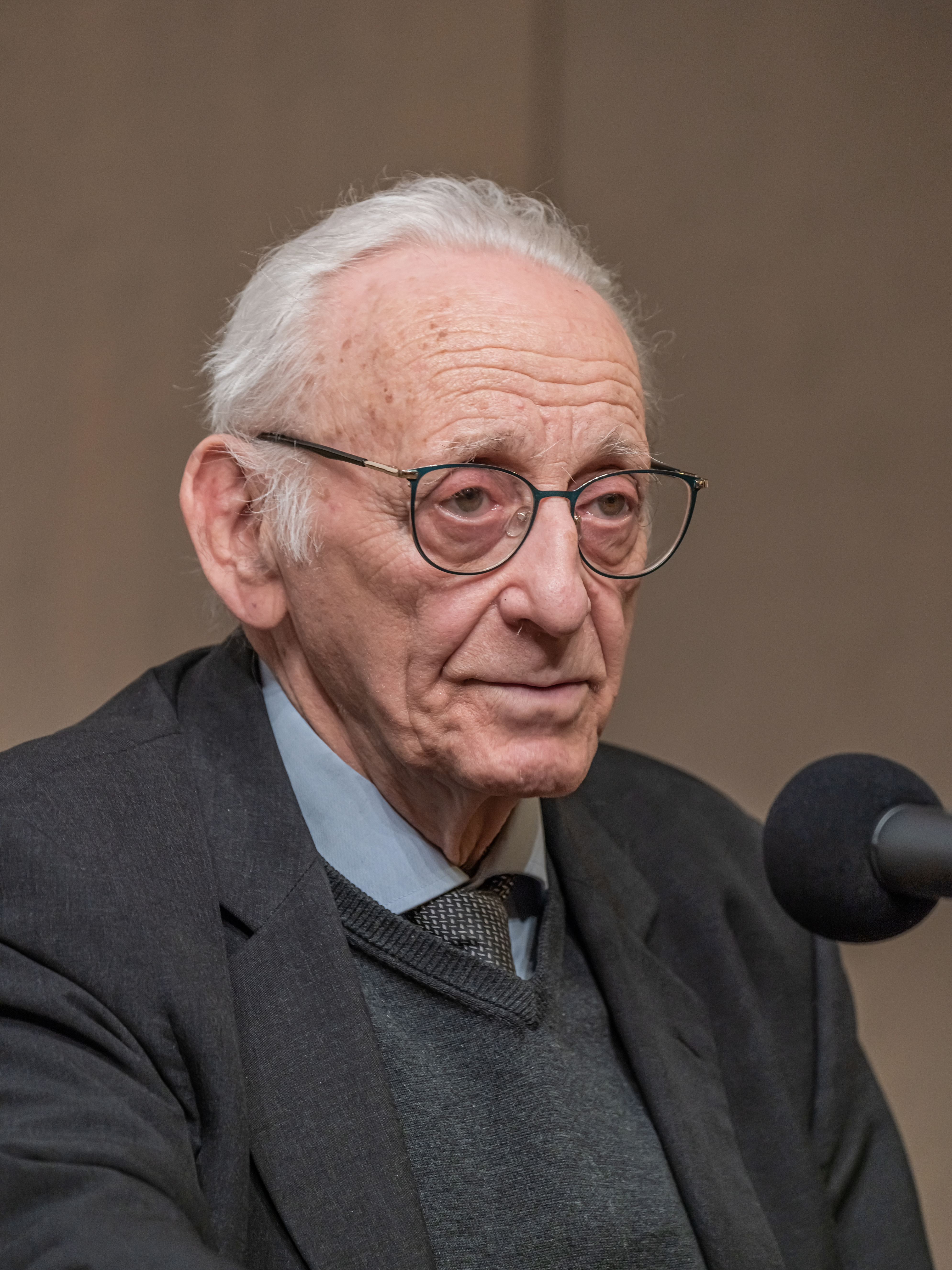
Naum Kleiman (2024)

Naum Ichiljewitsch Kleiman (russisch Нау́м Ихи́льевич Кле́йман; * 1. Dezember 1937 in Chișinău, Bessarabien, heute Republik Moldau) ist ein russischer Filmhistoriker, Publizist und Kurator. Kleiman war Mitbegründer und in den Jahren 1967 bis 1985 Leiter des Sergei-Eisenstein-Archivs. Bis zum Sommer 2014 leitete Kleiman das Moskauer Filmmuseum, welches er 1989 mitbegründete.
Kleiman gilt als einer der „bedeutendsten Verfechter der Filmkultur im heutigen Russland“.
Zur Berlinale 2015 wurde er mit der Berlinale Kamera geehrt.

## Werdegang
Kleiman studierte ab dem Jahr 1961 Filmgeschichte in Moskau und entwickelte sich zu einem Experten für den russischen Regisseur Sergei Eisenstein. Er baute das Sergei-Eistenstein-Archiv auf, das er schließlich von 1967 bis 1985 leitete. Von Kleiman liegen zahlreiche Publikationen zum Werk Eisensteins vor, darunter die filmische Dokumentation „Haus des Meisters“.
Im Jahr 1989 begründete Kleiman die Moskauer Cinemathek Musej Kino, ab 1992 übernahm er dessen Leitung. In den Jahren nach Zerfall der Sowjetunion unterstützte das Musej Kino vor allem junge Filmschaffende in ihrer beruflichen Entwicklung und trug damit zur Weiterentwicklung des russischen Kinos bei. Heute umfasst die Sammlung des Moskauer Filmmuseums ca. 150.000 Objekte. Bevor Kleiman im Jahr 2014 als dessen Leiter abgesetzt wurde, zeigte es bis zu 500 Filmen jährlich.
Seit das Moskauer Filmmuseum 2005 sein Gebäude in Folge eines Immobilienskandals verlor, setzten sich Kleiman gemeinsam mit seinen Mitarbeitern aktiv für einen neuen Ort zur Unterbringung der Sammlung ein. Parallel dazu zeigten sie fast täglich Filmvorführungen in verschiedenen Moskauer Museen und Kinos, womit sie die „Cinemathek im Exil“ lebendig hielten.
Im Sommer 2014 setzte der russische Kulturminister Wladimir Medinski Kleiman als Leiter des Filmmuseum ab und berief die Filmjournalistin Larissa Solonicina an seine Stelle. Kleimans Mitarbeiter kündigten daraufhin kollektiv als Protest auf diese Aktion.
Kleiman war 1993 Mitglied der Wettbewerbsjury der Berlinale und darüber hinaus langjähriger Berater der Sektion Forum. Als Danksagung für seine Verdienste wurde ihm am 12. Februar 2015 die Berlinale Kamera überreicht. Seit 2000 ist er Mitglied der Akademie der Künste Berlin.

## Auszeichnungen (Auswahl)
- 1987: FIPRESCI-Preis für seine Retrospektiven im Rahmen des Moskauer Filmfestivals
- 1992: Ordre des Arts et des Lettres
- 1993: „Felix“ der Europäischen Filmakademie (EFA)
- 1995: Goethe-Medaille
- 2015: Berlinale Kamera
- 2017: Bremer Filmpreis